# Quinto Cecilio Metelo Crético Silano
Quinto Cecilio Metelo Crético Silano (en latín: Quintus Caecilius Metellus Creticus Silanus) fue un senador romano que vivió a finales del siglo I a. C. y el siglo I, y desarrolló su cursus honorum bajo los reinados de Augusto, y Tiberio.

## Orígenes familiares
Nacido como Junio Silano, fue adoptado por Quinto Cecilio Metelo, un descediente del miembro de los optimates Quinto Cecilio Metelo Crético y era el hijo biológico de Marco Junio Silano. 

## Carrera política
Su primer cargo conocido fue el de pretor urbano bajo Augusto, para pasar a ser poco después, hacia 5/6 d. C., procónsul de la provincia Córcega y Cerdeña. Inmeditamente después, en 7, fue cónsul junto con Aulo Licinio Nerva Siliano, y gobernador de Siria entre los años 12 y 17. Silano estaba socialmente relacionado con el entonces heredero del Principado Germánico; hubo un tiempo en el que su hija estuvo prometida con el hijo de Germánico, Nerón César.
Hacia el final de su gobernación, Vonones se apoderó del trono de Armenia, pero la impopularidad de Vonones en el vecino imperio parto amenazaba con desencadenar una guerra. Los romanos, no queriendo librar una guerra contra los partos, hicieron que Crético Silano convocara a Vonones a su corte en Siria en 16. Allí se mantuvo a Vonones bajo vigilancia pero se le permitió mantener la pompa y el título reales.
Crético Silano fue cesado como gobernador de Siria por Tiberio para dar paso a Cneo Calpurnio Pisón en el año 17.